# Лазар Станојевић
Лазар Станојевић (Сомбор, 17. мај 1931. - Београд, 7. фебруар 2001) био је српски стрипар и преводилац.
Најпознатије дело му је високо цењени серијал филозофског стрипа "Свемирони", који је излазио у Пегазу, Нашем стрипу, Ју стрипу, Младости (1976-1979), НОН-у, Цепелину, Видицима, Оскару, Политици, као и истоименом албуму („Кондор“, Липовљани, 1986). .
Био је члан УЛУПУДС-а. Добитник две награде на „Златном перу Београда“, признања УЛУПУДИВ-а 1981. и награде на Салону стрипа у Винковцима. Излагао је на изложбама „Златно перо“ и „Мајска изложба“.